# Country at War
Country at War – singel zespołu X wydany w 1993 roku przez firmę Big Life.

## Lista utworów
1. "Country at War"
2. "You Wouldn't Tell Me"

## Skład
- Exene Cervenka - wokal
- Tony Gilkyson - gitara
- John Doe - wokal, gitara basowa
- D.J. Bonebrake - perkusja